# Gonyosoma jansenii
Gonyosoma jansenii là một loài rắn trong họ Rắn nước. Loài này được Bleeker mô tả khoa học đầu tiên năm 1859.